# La Minute de vérité (série documentaire)
Pour les articles homonymes, voir La Minute de vérité (homonymie).
 (juin 2015).
Si vous disposez d'ouvrages ou d'articles de référence ou si vous connaissez des sites web de qualité traitant du thème abordé ici, merci de compléter l'article en donnant les références utiles à sa vérifiabilité et en les liant à la section « Notes et références ».
La Minute de vérité (Seconds From Disaster) est une série documentaire télévisée qui enquête sur des catastrophes humaines ou naturelles de l'histoire contemporaine, en analysant les causes et les événements qui y ont mené.
Les épisodes sont composés de reconstitutions jouées par des acteurs, d'interviews, de témoignages et de scènes réalisées par images de synthèse, décomposant la séquence d'événements de façon minutée jusqu'à la catastrophe.
La diffusion de la série a débuté le 6 juillet 2004 sur National Geographic Channel.
En France, la série a également été diffusée par Direct 8 du 6 octobre 2010 au 29 avril 2012, RMC Découverte du 2 février 2013 au 18 juin 2015, et Numéro 23 depuis 2015. Lors de la diffusion sur Direct 8, le documentaire était précédé d'une introduction filmée dans les rues de Paris avec l'intervention de Lionel Rosso,.

## Fonctionnement d'un épisode
La plupart des épisodes durent entre 45 et 55 minutes. On peut clairement séparer leur déroulement en deux grandes parties :
- La première partie raconte l'incident, décrit toutes les actions qui se sont passées avant et après l'accident. C'est dans cette partie descriptive que l'on découvre parfois des réponses aux « comment » et aux « pourquoi » de l'accident.
- La deuxième partie, qui décrit le déroulement de l'enquête, les témoignages, les hypothèses émises par les enquêteurs...

À la fin de l'épisode, il y a un récapitulatif de l'épisode qui dure environ cinq minutes.

## Épisodes
La série documentaire compte 69 épisodes répartis en 7 saisons,.

### Première saison (2004)
1. Le crash du Concorde
2. Le tunnel du Mont-Blanc
3. Attentat à Oklahoma City
4. Ferry en feu
5. L'Inter City Express
6. Un train dans la rivière
7. Tchernobyl
8. L'enfer à Guadalajara
9. Funiculaire en feu
10. Explosion en Mer du Nord
11. Le barrage Stava
12. Collision mortelle
13. L'attentat du Pentagone

### Deuxième saison (2005-2006)
1. La navette Columbia
2. Un tsunami alpin (article détaillé germanophone (de) et article détaillé anglophone (en))
3. Catastrophe aérienne
4. L'éruption du Mont Saint-Helens
5. Désastre d'un Ferry à Zeebrugge
6. Le tremblement de terre de Kobe
7. Atterrissage forcé à Sioux City
8. L'attentat de Bali en 2002
9. Effondrement à Singapour
10. Le dernier vol TWA 800
11. Catastrophe à la Gare de Lyon
12. Le Hindenburg
13. Explosion de gaz à Porto Rico
14. Effondrement à Kansas City
15. Le crash d'Amsterdam
16. La tragédie du Koursk
17. Feu à la station King's Cross
18. Attentat à l'ambassade américaine
19. Crash dans les Everglades

### Troisième saison (2006-2007)
1. Le Titanic
2. Explosion de l'USS Forrestal
3. Crash dans le Queens
4. Les JO de Munich 1972
5. Effondrement à Séoul
6. Crash dans le Potomac
7. Le tsunami du 26 décembre 2004
8. Crash d'un jet
9. Le vol 191 pour Chicago
10. Explosion à Texas City (article détaillé anglophone (en))
11. Tornade infernale, quand la nature se déchaîne
12. La navette Challenger
13. Éruption à Montserrat

### Quatrième saison (2011)
La saison 4 est différente des trois précédentes. La série reprend après plusieurs années d’arrêt.
1. Le 11 septembre
2. Attaque de Pearl Harbor
3. Accident ferroviaire de Paddington (article détaillé anglophone (en))
4. Voyage scolaire mortel
5. Collision dans les Alpes
6. Catastrophe de Bhopal

### Cinquième saison (2012)
1. Accident nucléaire de Fukushima
2. Sabordage du Bismarck
3. Drame du barrage de Vajont
4. Siège de Waco
5. Explosion de Deepwater Horizon
6. Attaques terroristes à Bombay

### Sixième saison (2012)
1. Le massacre de Norvège
2. Le drame de Jonestown
3. Danger dans le cockpit
4. La chute du Faucon noir
5. L'ascension mortelle de l'Everest
6. Les derniers instants du JAL 123
7. Quand le train déraille
8. Nom de code Fat Man
9. La guerre des Malouines
10. La Royal Air Force perd un Chinook (en)

### Septième saison (2018)
1. Hélicos en chute libre (compilation de La chute du Faucon noir et de La Royal Air Force perd un Chinook (en))
2. Des détails aux conséquences mortelles (compilation de Danger dans le cockpit et de Les derniers instants du JAL 123)

## Doublage
On dispose des informations exactes concernant le doublage de la série, d'autant plus que les voix changent selon la chaîne de diffusion et les saisons.
Yves Chenevoy :
Marc Brunet :
Hervé Caradec :
Bernard Gabay :
Éric Herson-Macarel :
Sylvain Lemarié :
Philippe Catoire :
Bruno Choël :
Pierre Dourlens :